# Governors Island
Ne doit pas être confondu avec Governor Island.
Governors Island (de l'anglais signifiant littéralement « île des gouverneurs ») est une île de 70 hectares, située dans la baie supérieure de New York, à environ 1 km au sud de Manhattan. Elle est séparée de Brooklyn par le Buttermilk Channel (en) (le chenal du babeurre). De 1776 à 1996, ce site fut une base de l'Armée américaine, et des garde-côtes. L'origine de son nom date de 1698, alors que la province de New York était une colonie anglaise, l'assemblée coloniale avait réservé l'île à l'usage exclusif des gouverneurs de la province.

L'État de New York administre l'île, mais depuis 2001, les deux fortifications historiques et plus du dixième de la superficie de l'île entourant ces dernières (8,9 hectares) devinrent un monument national géré par le National Park Service.
De 2003 à 2021, l'île, accessible uniquement par ferry depuis la pointe sud de Manhattan, n'était ouverte au public que pendant la période estivale, du mois de juin au premier lundi de septembre (Labor Day). En dehors des mois d'été, seuls les étudiants de la New York Harbor School (en) située sur l'île, étaient autorisés à y résider dans la journée. Governors Island est depuis 2021 ouverte au public tout au long de l'année.

## Histoire de l'île

Plan de Governors Island.

L'île était vraisemblablement utilisée par la peuplade amérindienne des Lenapes, comme lieu de cueillette et de pêche. Elle fut le premier lieu d'installation de la Compagnie néerlandaise des Indes occidentales en 1633, avant que celle-ci ne décide de déménager vers l'île de Manhattan pour établir la Nouvelle-Amsterdam, l'île s'appelait alors Noten Eylant. Quelques années plus tard, en 1637, elle fut rachetée par Wouter van Twiller, directeur de la Nouvelle-Néerlande. Quand les Anglais s'emparèrent de la ville, elle fut renommée New York. En 1776, lors du début de la révolution américaine, George Washington ordonna, juste avant la bataille de Brooklyn, que l'on fortifiât l'île à l'aide d'ouvrages en terre. L'artillerie située sur l'île permit de couvrir la retraite de l'armée américaine naissante, sauvant ainsi la révolution américaine d'une fin prématurée. Mais New York resta, jusqu'à la fin du conflit, sous la domination des Britanniques qui en firent une base pour leurs opérations sur le continent.
Avec l'indépendance américaine en 1783, la ville de New York et la nation américaine étaient déterminées à prévenir toute occupation de la ville, ainsi que l'utilisation par une puissance ennemie de ses voies fluviales stratégiques. Ainsi deux fortifications furent construites dans les années précédant la guerre de 1812. La première, le fort Jay, est un bastion, commencé en 1790, construit sur l'emplacement des anciennes fortifications en terre. Le second fort, Fort Williams, est une casemate ronde achevée en 1811. Les deux forts sont parmi les mieux conservés du premier (Fort Jay (en)) et du second (Castle Williams), système de fortifications côtières américain.
Durant la guerre de Sécession, Castle Williams servit de prison pour des soldats Confédérés, tandis que le fort Jay retint des officiers sudistes. Après la guerre, les deux forts continuèrent à remplir cette fonction comme Fort Leavenworth, ou Alcatraz.
En 1878, les installations militaires sur l'île, maintenant nommées collectivement « Fort Colombus », devinrent un centre administratif majeur de l'armée. L'île joua un grand rôle dans les vols des frères Wright en 1909. En 1939, le quartier général de la 1re armée s'installa sur l'île. En 1966, une fois la première armée partie, la Garde côtière s'installa à son tour. La fermeture de la base en 1998 mis fin à deux siècles d'occupation fédérale de l'île.
En 1988, les pourparlers entre le président américain Ronald Reagan, le président élu George Bush père et le premier secrétaire du PCUS Mikhaïl Gorbatchev se tinrent sur l'île.
Une vaste opération de réaménagement de l'ile se termine en 2016.

## Galerie

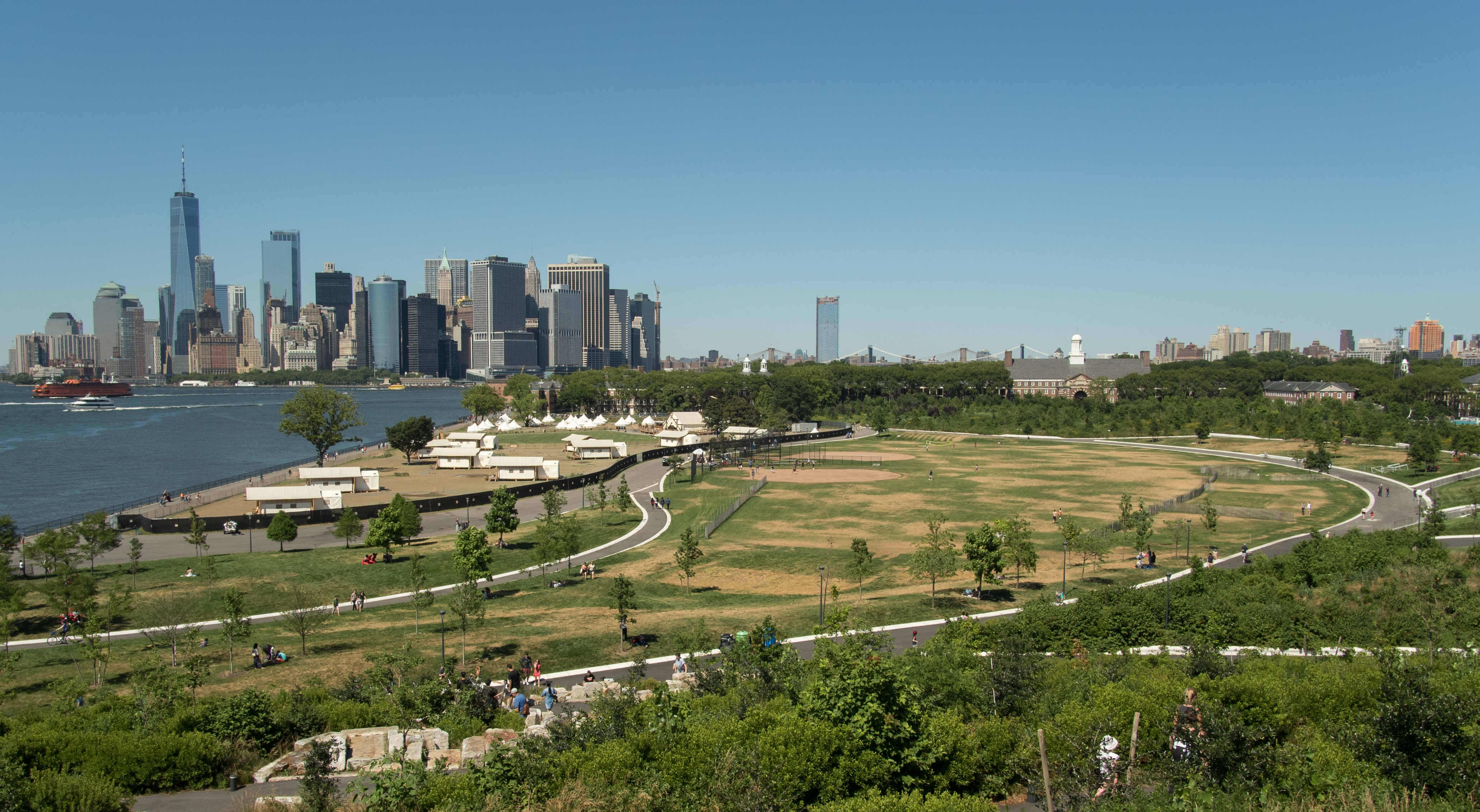

Governors Island, vue depuis Brooklyn Bridge Park. Décembre 2020.

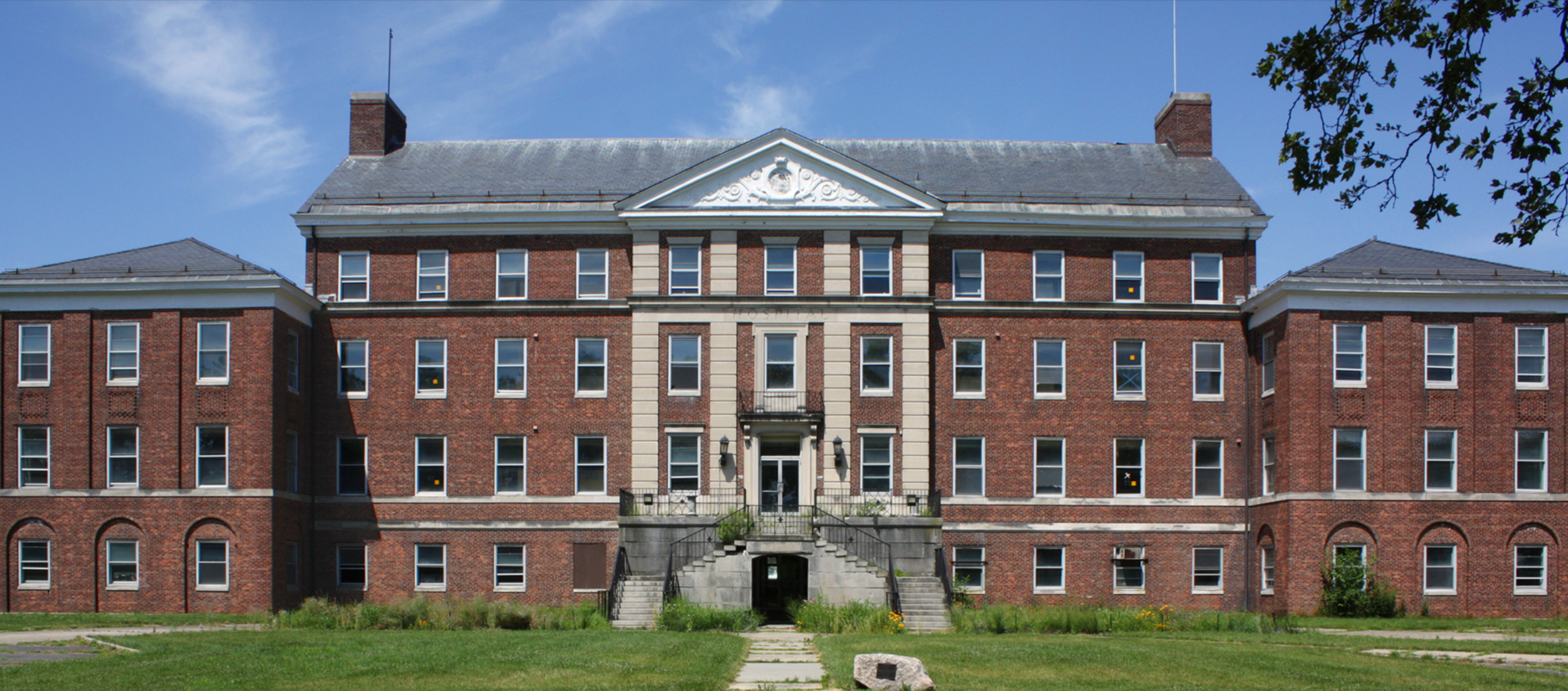
Hôpital à Governors Island
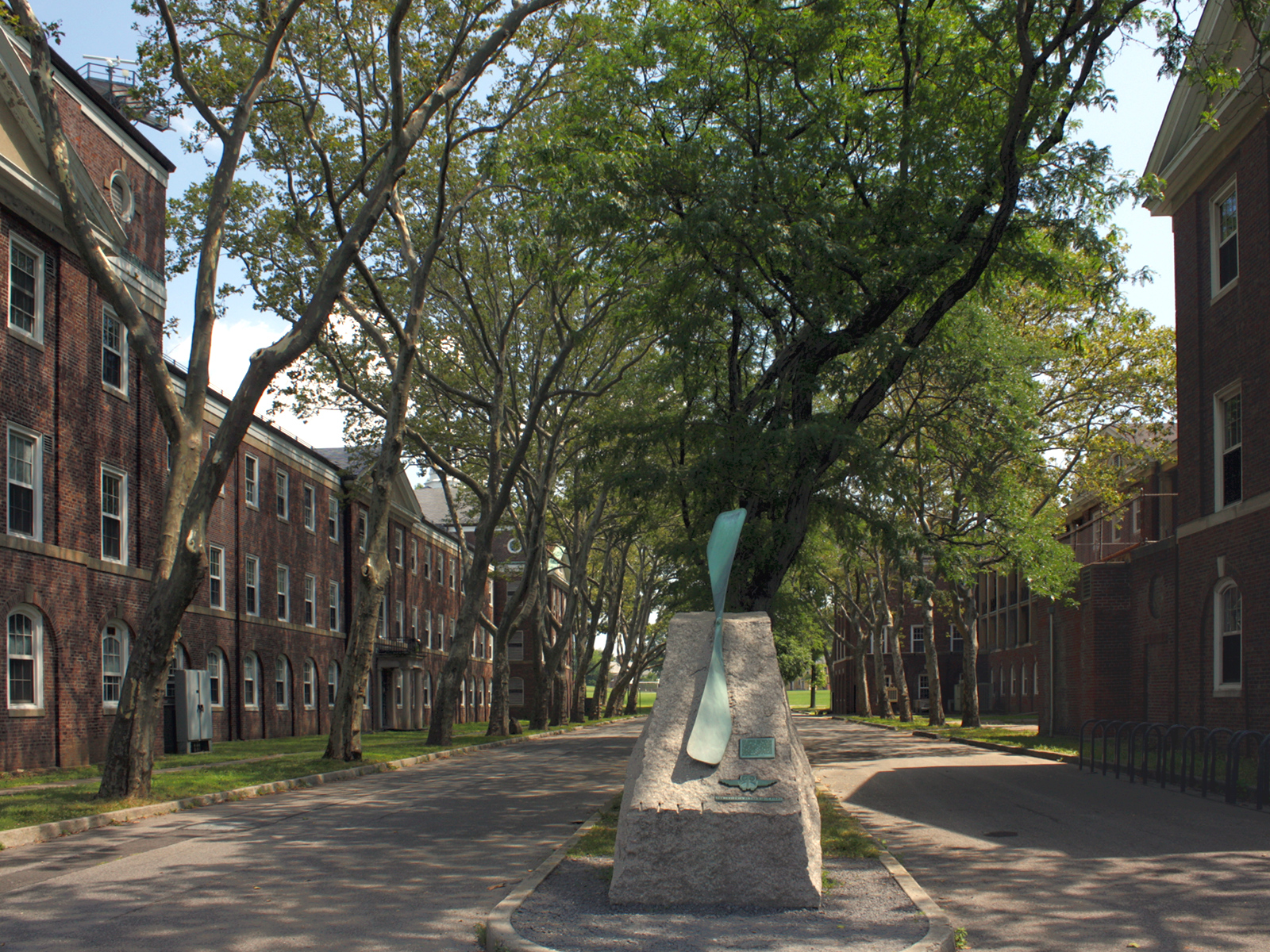
King Avenue
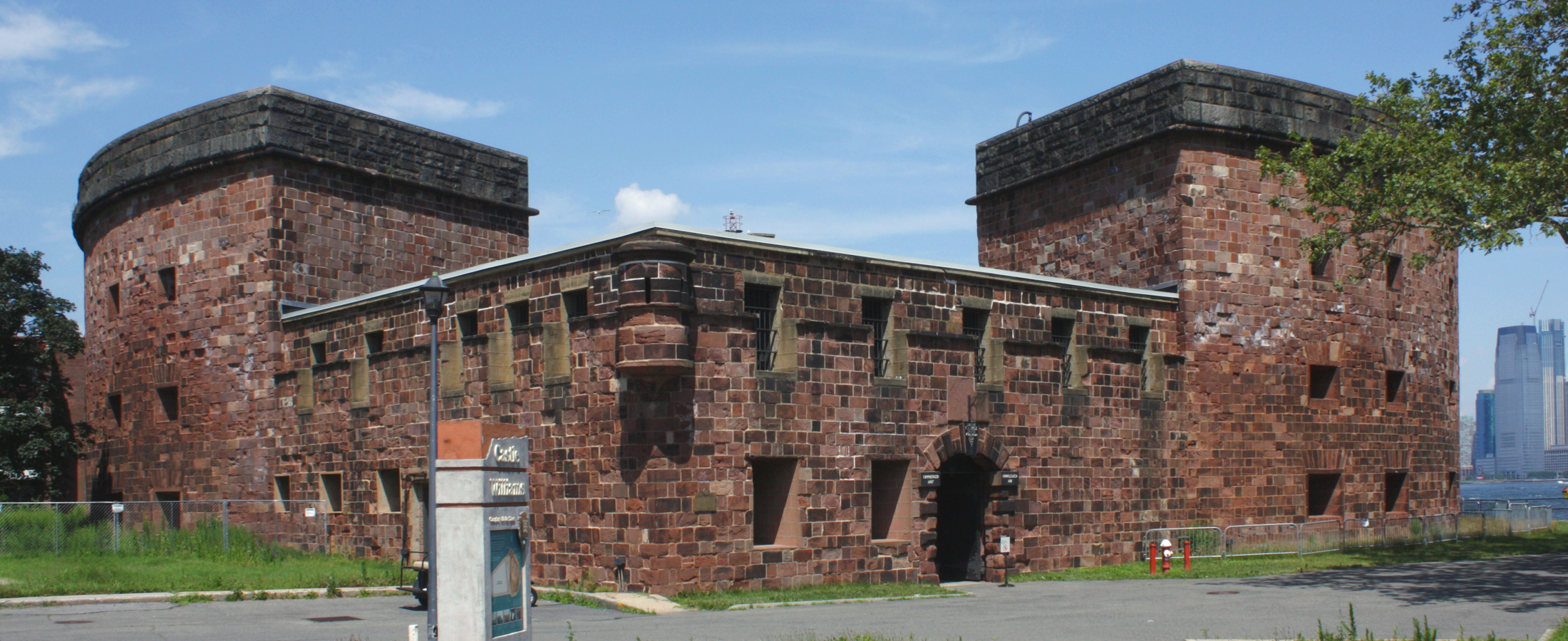
Castle Williams
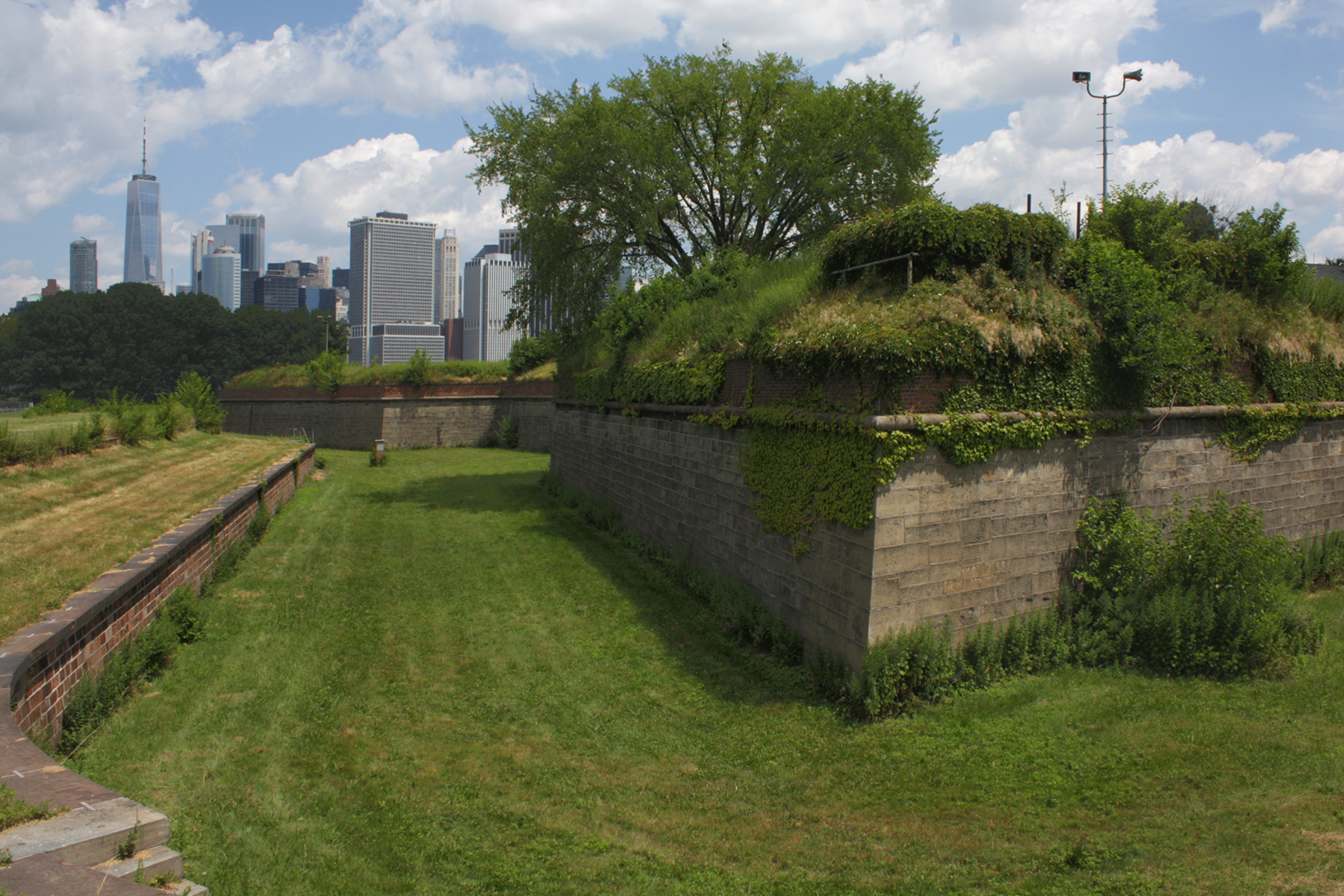
Fort Jay